# Kulturfabrik Hoyerswerda
Die Kulturfabrik Hoyerswerda (kurz: Kufa) ist ein Verein in der sächsischen Stadt Hoyerswerda.

## Geschichte

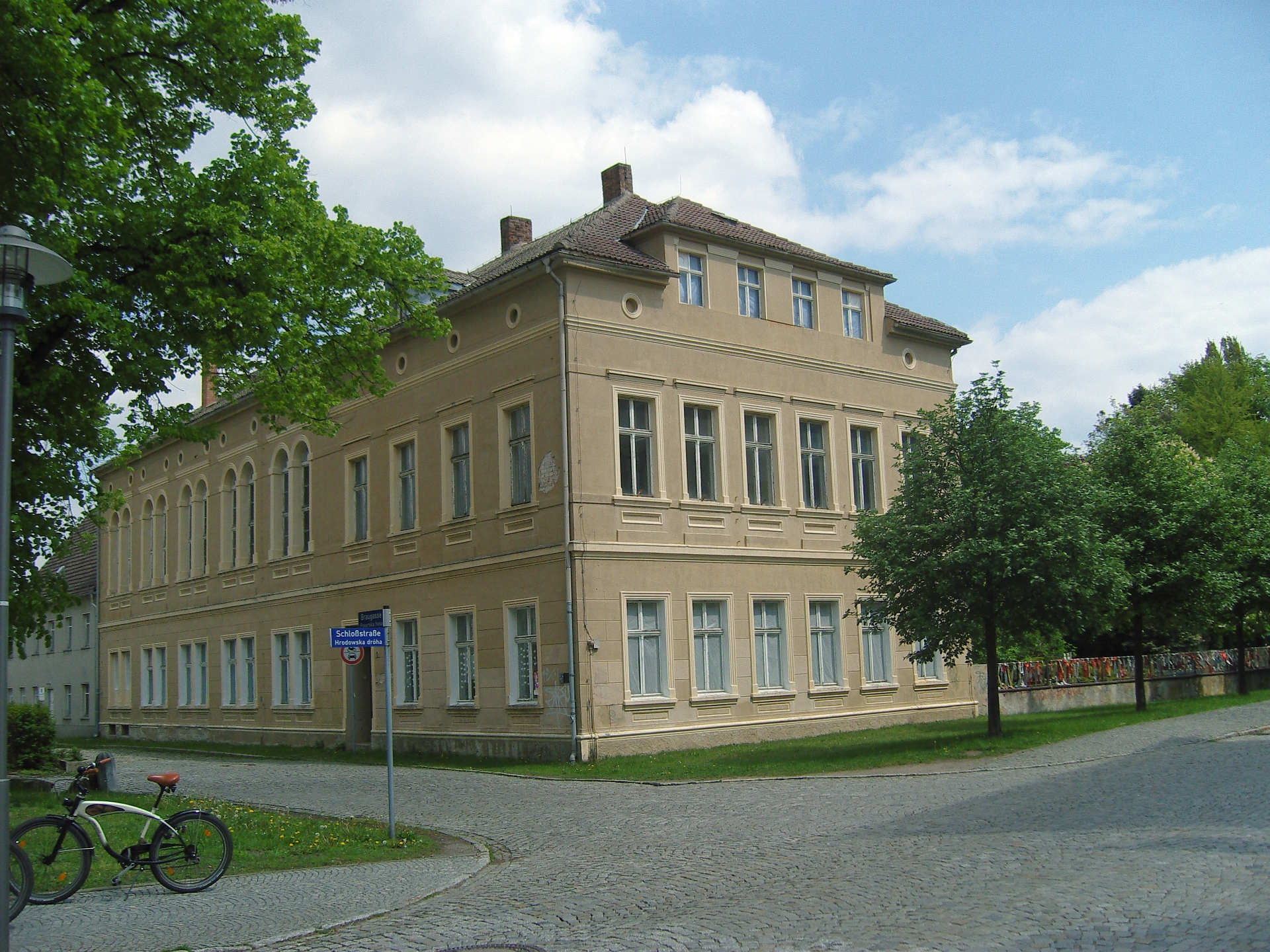
Das Gebäude Braugasse 1, Ecke Schloßstraße, im Mai 2010 vor der Renovierung

Der Verein wurde am 24. Oktober 1994 im „Laden“ gegründet, einem ehemaligen Jugendklub. Die Gründungsmitglieder kamen weitgehend aus der „alternativen“ Jugendkulturszene und wollten ein Zentrum für soziokulturelle Arbeit schaffen. Der „Laden“ stellte sich als zu klein heraus, so dass der Verein 1996 in den Kinder- und Jugendtreff in der Braugasse 1 am Markt umzog und dort das Café „Stilbruch“ eröffnete. 1999 zog der Verein wegen geplanter Umbauten und Erweiterungen des Hauses in ein Ausweichquartier um. Die Zeit in diesem ehemaligen Kinder- und Jugendheim in der Alten Berliner Straße sollte ursprünglich zwei bis drei Jahre dauern. Erst 2010 wurde der Umbau des gegenüber dem Alten Rathaus gelegenen, 1885 erbauten Gesellschaftshauses zu einem Bürgerzentrum genehmigt. Nach 16 Jahren am Stadtrand konnte der Verein im September 2015 wieder in das alte Domizil umziehen. In dem denkmalgeschützten Gebäude findet sich Platz für über 40 Initiativen und Vereine, Theater- und Konzertsaal, das Naturwissenschaftlich-Technische Kinder- und Jugendzentrum (NATZ), eine Touristinformation für das Lausitzer Seenland, Werkstätten sowie Medien- und Schulungsräume. Die Besucherzahlen der Kufa stiegen dadurch auf 40.000 jährlich.
Seit den Anfangsjahren zeigt der Verein Filme, mittlerweile im eigenen Programmkino „Blow-Up“. 1997 rief die Kulturfabrik mit dem Verein Profolk und Unterstützung des Hoyerswerdaer Liedermachers Gerhard Gundermann das deutschlandweite Liedermachertreffen „Hoyschrecke“ ins Leben. Gundermann spielte in der Kufa noch kurz vor seinem Tod am 21. Juni 1998 mehrere Konzerte. Die Kulturfabrik baut derzeit ein Archiv von Tonträgern, Videos und Erinnerungsstücken an Gerhard Gundermann auf.
Im Jahr 2007 führte die Kulturfabrik mit Jugendlichen ein Theaterstück zu den Ausschreitungen in Hoyerswerda 1991 auf. Im Jahr 2012 wurde das Projekt „Mitwisser gesucht“, das gemeinsam mit dem RAA Hoyerswerda Jugendliche über diese Ausschreitungen aufklärt, für den Sächsischen Förderpreis für Demokratie nominiert.
Die Kulturfabrik engagiert sich für die Stadtentwicklung mit besonderer Berücksichtigung der schrumpfenden Einwohnerzahl Hoyerswerdas. Im Jahr 2008 wurde ihr für das Projekt „Die dritte Stadt – Hoyerswerda rückt zusammen“ der Sächsische Preis für Soziokulturelles Engagement der Kulturstiftung des Freistaates Sachsen verliehen. 2019 erhielt die Kulturfabrik den Sächsischen Preis für Kulturelle Bildung, der vom Sächsischen Staatsministerium für Wissenschaft und Kunst in Kooperation mit dem Landesverband Soziokultur Sachsen vergeben wird. Ausgezeichnet wurde das sechste Tanztheaterprojekt der KuFa-Tanzkompanie, das Stück „Eine Stadt tanzt: Manifest!“, in dem Einwohner zwischen sieben und siebzig Jahren ein Leitbild einer „solidarischen, selbstbewussten und weltoffenen Heimatstadt“ für das Jahr 2030 auf die Bühne brachten.

## Liedermachertreffen „Hoyschrecke“

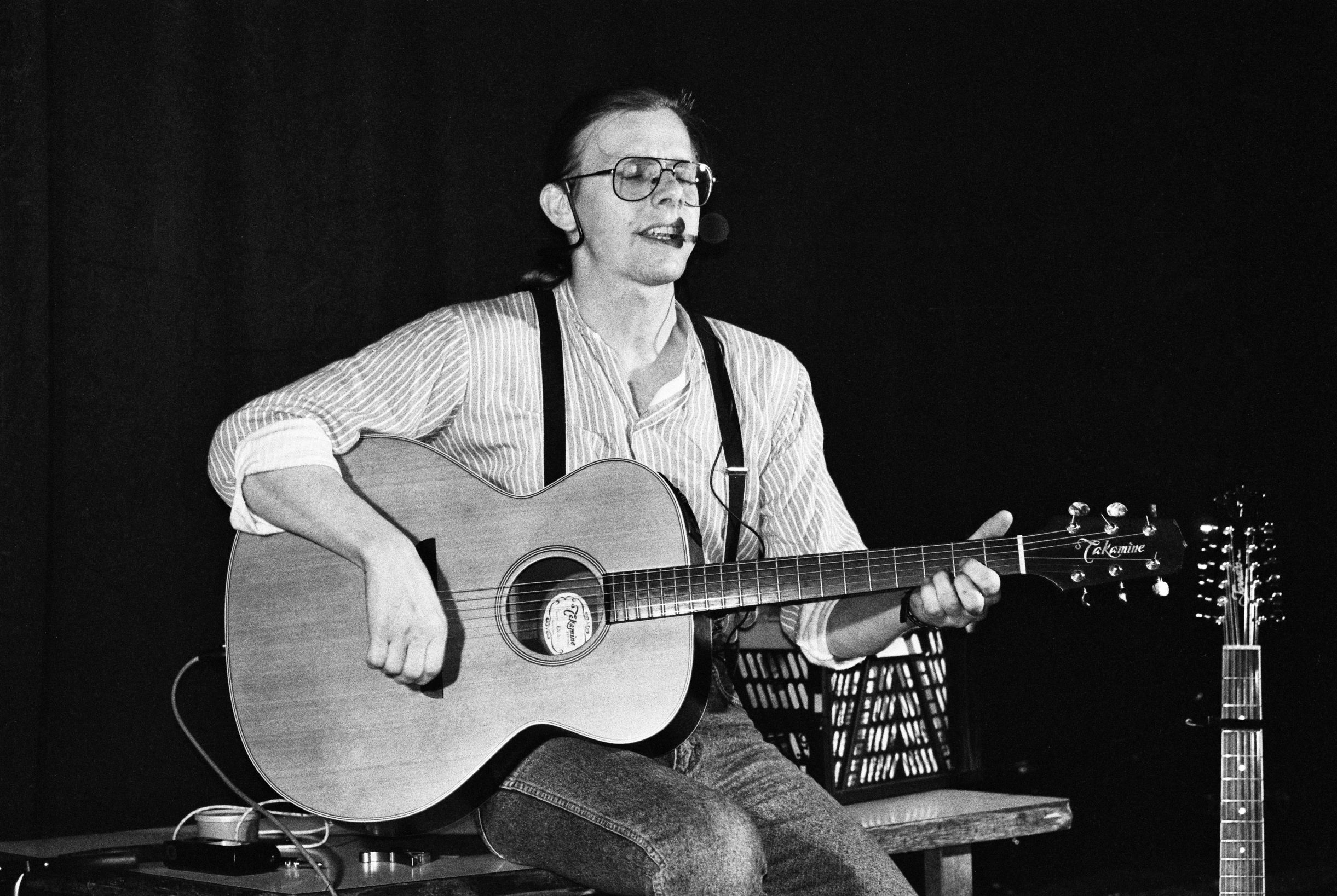
Gerhard Gundermann, einer der Initiatoren der „Hoyschrecke“.

Das Liedermachertreffen „Hoyschrecke“ (seit 2006 als Liederfest bezeichnet) findet seit 1997 jedes Jahr im November in der Kulturfabrik Hoyerswerda statt (Stand: 2019). Kooperationspartner ist der Verein Profolk.
Beim Festival wird die „Hoyschrecke“ (ein metallenes Insekt) an den Gewinner eines Publikums- und eines Jurypreises vergeben. Bis 2005 wurde auch ein Preis für den besten Songtext verliehen. Der Wettbewerb besteht aus einer offenen Vorrunde und einem Finalabend, an dem acht nominierte Musiker sowie der Sieger des Vorrundenabends teilnehmen.

### Preisträger
| Jahr | Finaldatum            | Publikumspreis         | Jurypreis                      | Textpreis      |
| ---- | --------------------- | ---------------------- | ------------------------------ | -------------- |
| 1997 | 28. November          | Martin Sommer          | Joachim Zawischa               | Bastian Bandt  |
| 1998 | 28. November          | Martin Sommer          | Bastian Bandt                  | Jörg Sieper    |
| 1999 | 27. November          | Heide Kernchen         | Geralf Grems                   | Torsten Maxara |
| 2000 | 25. November          | Matthias Trommler      | Wilfried Mengs                 | Heide Kernchen |
| 2001 | 24. November          | Martin Sommer          | Günther Hornberger             | Frank Oehl     |
| 2002 | 23. November          | Uwe Felski             | Manja Präkels                  | Torsten Maxara |
| 2003 | 22. November          | Matthias Trommler      | Matthias Trommler              | Oliver Ziegler |
| 2004 | 27. November          | Judith Rössler         | Klaus-André Eickhoff           | Ralph Schüller |
| 2005 | 26. November          | Sascha Gutzeit         | Jan Frisch                     | Jan Frisch     |
| 2006 | 24./25. November      | –                      | Martin Sommer, Michael Günther |                |
| 2007 | 24. November          | Gruppe Hasenscheiße    | Vanessa Maurischat             |                |
| 2008 | 29. November          | Hand in Hand           | Christoph Weiherer             |                |
| 2009 | 28. November          | Schwarze Birne         | August Schoyfler               |                |
| 2010 | 27. November          | Timon Hoffmann         | TEEater                        |                |
| 2011 | 26. November          | Viktor Hoffmann        | Bastian Bandt                  |                |
| 2012 | 24. November          | Hisztory               | Schwarz un Schmitz             |                |
| 2013 | 23. November          | Schnaps im Silbersee   | Tim Köhler                     |                |
| 2014 | 29. November          | Peter Fischer          | Alexander Entzminger           |                |
| 2015 | 28. November          | Lucie Mackert          | Duo Stellmäcke                 |                |
| 2016 | 25./26. November      | –                      | Heike Mildner, Bastian Bandt   |                |
| 2017 | 25. November          | Lari & die Pausenmusik | Steinlandpiraten               |                |
| 2018 | 24. November          | Tilman Lucke           | Johanna Moll                   |                |
| 2019 | 23. November          | Franziska Günther      | Georg Clementi                 |                |
| 2020 | 28. November (online) | Paula Linke            | Die Nowak                      |                |
| 2021 | (abgesagt)            |                        |                                |                |
| 2022 | 26. November          | Sven Garrecht          | Maria Schüritz                 |                |
| 2023 | 25. November          | Gruppe Lind            | Merle Weißbach                 |                |
| 2024 | 23. November          | Tobias Dellit          | Katrin Geelvink                |                |